# Bernhard Joachim Hagen
Bernhard Joachim Hagen (også Joachim Bernhard; født april 1720 ved Hamburg (?); død 9. december 1787 i Ansbach) var en tysk komponist, violinist og lutspiller.

## Liv og gerning
Kun lidt er kendt om Hagens yngre år, men han kom åbenbart fra en musikalsk familie. Broderen, Peter Albrecht (van) Hagen (1714–1777), studerede violin hos Francesco Geminiani, lærte lut- og orgelspil, og var organist i Rotterdam.
Bernhard Joachim Hagen må have lært lut- og violinspill allerede i ung alder, for allerede i 1737 var han assistent for violinvirtuosen og kapelmesteren i Bayreuth, Johann Pfeiffer. Senere blev han officielt ansat som violinist ved hoffet. Stillingen ved hoffet i Bayreuth og fra 1769 også ved hoffet i Ansbach beholdt han livet ud. Adam Falckenhagen og Charles Durant, som Wilhelmine von Bayreuth også ansatte ved hoffet i Bayreuth, kan have undervist Hagen i videregående lutspil.
Hagen giftede sig i 1745 med Anna Fikentscher, født 22. mai 1789 i Ansbach. I årene 1760 og 1761 var han hos sin broder i Rotterdam og gav der fem koncerter mellem november og marts.
Selv om Hagen var ansat som violinist ved hoffet i Bayreuth, var hans lutspil og kompositioner for lut kendt og beundret viden om. Han blev regnet som den mest betydelige lut-komponist i tiden efter Weiss, i enhver henseende lige så vigtig som sine lærere Falckenhagen og Durant. Per Kjetil Farstad beskriver hans førklassicistiske galante stil som værende præget af den kommende "følsomme stil" og den begyndende Sturm-und-Drang-periode.
Takket være markgrevinde Wilhelmines indsats fik lutmusikken en blomstringstid før den blev genopdaget i 1900-tallet. Nyere tiders instrumentalister, som Farstad og Barto, ser Hagens musik som en stor berigelse for lut-litteraturen: hans lutstykker holder en høj kvalitet, og stilen hans er "ekstrovert og virtuos, søt og elegant". Udøvere, som ønsker at spille hans værker, må have et godt instrument til rådighed og besidde en stor grad af teknisk dygtighed.

## Kompositioner
Samtlige 33 kendte kompositioner af Bernhard Joachim Hagen ligger i Staats- und Stadtbibliothek Augsburg som store tabulaturmanuskripter i Faszikel III Tonkunst:
- 12 sonater for solo lut
- 6 trios for lut, violin og cello
- 2 lutkoncerter
- 1 duo for to lutter
- 1 duo for lut og violin
- Talrige lutarrangementer med kompositioner af Geminiani, Locatelli, Arne og andre.

Joachim Domning har udgivet faksimile-udgaver af Solowerke und Duo c-moll (1983) og Kammermusik (1984) som foreligger i to bind udgivet af Joachim Trekel Musikverlag, Hamburg.
Barokluttenisten Robert Barto har indspillet nogen CD-er, blandt andre:
- Joachim Bernhard Hagen, Solo Works for Lute: Five Sonatas, Locatelli Variations (Naxos 8.554200)
- Bernhard Joachim Hagen, Sonate à Liuto solo (Symphonia Sy98164)

Nogle af de værker, som er opført i Breitkopf-katalogen for 1769, regnes som værende gået tabt.